# エンブレイス・ジ・エンド
エンブレイス・ジ・エンド(Embrace the End)は1999年に結成された5人組のメタルコアバンド。数回のメンバーチェンジを行っており、ツインボーカル体制を取っていた時期もあった。しかしその内の一人だったPat Piccoloの脱退以降はJesse Alfordが単独でボーカルを担当している。メンバーが過去に所属していたバンドに、First Blood、Killing the Dream、Alcatrazなどがある。

## 現在のメンバー
- Jesse Alford – ボーカル
- Christopher McMahon – ギター
- Addison Quarles – ベース
- Bart Mullis – ドラム
- Spencer Daly – ギター・ボーカル

## 過去のメンバー
- Daniel Borman – ベース
- Joel Adams – ギター
- Pat Piccolo – ボーカル
- Karl Metts – ギター
- Louie Giovanni – ベース
- Kyle Dixon – ギター
- Josh Akers – ボーカル
- Ryan Hayes - ドラム

## ディスコグラフィー

### フルアルバム
- It All Begins With One Broken Dream (2001) Dark Vision Records
- Counting Hallways to the Left (2005) Abacus Records
- Ley Lines (2008)  センチュリー・メディア・レコード

### デモ
- S/T Demo Tape (2000)

### ビニール盤
- S/T 7"  (2003) Mokita Records

### スプリット
- Embrace The End vs. The End of Six Thousand Years (2006) Still Life Records